# Reprezentacja Słowenii na Mistrzostwach Europy w Wioślarstwie 2008
Reprezentacja Słowenii na Mistrzostwach Europy w Wioślarstwie 2008 liczyła 7 sportowców. Najlepszymi wynikiem było 6. miejsce w dwójce podwójnej wagi lekkiej mężczyzn.

## Medale

### Złote medale
Brak

### Srebrne medale
Brak

### Brązowe medale
Brak

## Wyniki

### Konkurencje mężczyzn
- jedynka (M1x): Andraž Krek – 8. miejsce
- dwójka bez sternika (M2-): Andrej Pistotnik, Gregor Novak – 9. miejsce
- dwójka podwójna (M2x): Jan Špik, Luka Špik – 7. miejsce
- dwójka podwójna wagi lekkiej (LM2x): Bine Pišlar, Jure Cvet – 6. miejsce